# Colmenarejo
Colmenarejo là một đô thị trong Cộng đồng Madrid, Tây Ban Nha. Đô thị Torrejón de Velasco có diện tích 31,7 km², dân số theo điều tra năm 2010 của Viện thống kê quốc gia Tây Ban Nha là 8525 người. Đô thị Torrejón de Velasco nằm ở khu vực có độ cao 899 mét trên mực nước biển. Cự ly so với Madrid là 37 km.